# GetBackers
GetBackers (ゲットバッカーズ -奪還屋 Getto Bakkāzu - Dakkan'ya?, conocido también como Get Backers) es un manga escrito por Yuya Aoki e ilustrado por Rando Ayamine, publicado en la revista Shonen Magazine de la editora Kōdansha. El manga relata las aventuras de dos muchachos de la agencia "Get Backers" que se encargan de recuperar objetos perdidos a cambio de una recompensa.
Fue adaptado a anime por Studio DEEN en asociación con Kōdansha y emitido en la señal de TBS. Fue licenciada para su transmisión en Latinoamérica por Animax.

## Argumento
Ginji Amano y Ban Midō, forman un Servicio de Recuperación denominado "Get Backers", con el que ofrecen a sus clientes la recuperación de cualquier objeto que éstos hayan perdido a cambio de elevados honorarios.
Aun cuando parecen ser muchachos comunes y corrientes, ambos tienen un pasado violento que desean olvidar, y poseen habilidades físicas superhumanas. Gracias a sus habilidades, casi siempre cumplen con su misión, sin embargo, la mala suerte con el dinero que los persigue hará que, generalmente, no reciban compensación económica por su trabajo, por lo que casi siempre se los encontrará pidiendo comida gratis en el restaurante Honky Tonk de su amigo Paul Wan. Allí es a donde se dirigen los clientes de los Get Backers para contratarlos.

## Personajes
Ban Mido (美堂 蛮?)
Es la B de los Get Backers y uno de los protagonistas principales de la serie.La gente inmediatamente lo juzga mal. Aparte de eso, él es un gran tipo con un fuerte sentido del liderazgo y muy talentoso, además en realidad es un chico muy noble y de buenos sentimientos y no se abre con cualquier persona pero cuando lo hace se convierte en la persona más confiable en la faz de la tierra, y con su toque de arrogancia se vuelve en una persona más interesante. Ban es un cuarto alemán y además es el nieto de la "Última Bruja del Siglo XX". Ban Midō es también el hermano de Himiko Kudō, pero esto se le oculta a ella hasta el final del manga. Esta lo odia ya que Ban mata al quien ella cree es su verdadero hermano Yamato (porque él se lo pidió), le prometió a este último el proteger a su hermana menor, Himiko. Ban tiene el poder del Jagan (literalmente, "Mal de Ojo"; traducido erróneamente como Telepatía en el doblaje latinoamericano) el cual el considera como una desgracia y una virtud: una espada de dos filos, y esto porque su abuela le dijo que lamentablemente había heredado sus ojos malditos, esos hermosos ojos azules consisten en provocar una ilusión a una persona con solo mirarla a los ojos. Solo tiene efecto durante 1 minuto y solo lo puede hacer 3 veces al día, de lo contrario, corre el riesgo de morir. Otro de sus poderes es una fuerza de agarre de 200 kilogramos en su mano derecha.Y además es el más poderoso de los Get Backers ya que él es el que vence a Ginji como el antiguo líder de los Volts el Emperador Relámpago.
Ginji Amano (天野 銀次?)
La G de los Get Backers. Él es el compañero de Ban Midō y una vez fue el atemorizante Raitei, y el líder de una pandilla llamada Los Volts en la Fortaleza Ilimitada. Es conocido como el Emperador Relámpago porque tiene la habilidad de controlar y generar electricidad. Este poder le da varias habilidades únicas como su impresionante poder de regeneración, como también la habilidad de convertirse en un magneto o batería humana. A pesar del oscuro pasado de Ginji, su conducta es muy enérgica, y es un chico amistoso con un fuerte sentido de la justicia. Él hace amigos fácilmente, a menudo sin intentarlo, y también es muy confiable y abierto hacia los demás.
Kazuki Fuchoin (風鳥院花月?)
Uno de los Reyes de los Volts, le es leal a Ginji, aun cuando este abandonó la Fortaleza. Llegó a ese lugar siendo un adolescente junto con Jubei Kakei, debido a una tragedia que le ocurrió a su Clan y al de este último. Tenía un grupo en la Fortaleza Ilimitada llamado Fūga (風雅? "Elegancia"), junto con Jūbei, la hermana de este (Sakura), Toshiki Uryu y Saizō, hasta que se unió a Los Volts y disolvió este grupo. Tiene un carácter muy tranquilo y pacífico como su nombre, es muy ágil y discreto quizá porque su físico es muy parecido al de una mujer. En sí, es un chico muy calmado, pero al igual que Ginji, cuando lo hacen enojar, su personalidad cambia bruscamente y se transforma en "El Príncipe del Terror". Es conocido como El Maestro de los Hilos (絃の花月 Ito no Kazuki?) ya que, como lo indica su sobrenombre, su arma son hilos, y aunque no es un estilo de lucha muy normal, Kazuki manipula estos hilos con unos pequeños cascabeles que tiene colocados en su cabello, y sabe utilizarlos tan bien que, es capaz de cortar a una persona con solo un mínimo movimiento. El Maestro de los Hilos tiene al menos 27 tácticas ofensivas y 15 defensivas.Entre las técnicas más importantes se encuentran: cuchilla de agua, corriente giratoria, capullo de seda, hilos inmovilizadores, técnica de hilos de seda cortante, escudo circular, entre otras Además, a través de sus hilos, puede escuchar conversaciones a distancia, lo cual hace enojar mucho a Ban, pero a su vez, lo convierte en un excelente informante. La mayoría de las personas creen que él en realidad es una chica, debido a que es muy delgado, tiene los ojos muy grandes y una larga cabellera, pero su apariencia delicada no debe ser juzgada a la ligera pues un personaje de grandes y fuertes habilidades en la batalla.
Hevn (仲介屋?)
Es la Intermediaria, es decir, la que enlaza a los clientes, con cualquier servicio que estos pidan. Es una mujer muy hermosa, aunque también es manipuladora, cínica y un poco arriesgada. Es amiga de los Get Backers, pero aun así, siempre les da los trabajos que, a pesar de ser los que tienen la mejor paga, son los más difíciles y con un gran riesgo de perder la vida, pero debido a la falta de dinero que casi siempre los agobia, los chicos deben aceptar las misiones que Hevn les consigue. En el manga, ella es un viejo amor de Masaki Kurusu, el trata de matarla para olvidar su amor pero al final regresa con ella.
Himiko Kudo (工藤ヒミコ?)
Es conocida como la Dama Veneno, y es una especialista en perfumes, además posee un Servicio de Transporte, media hermana de Ban Mido, ya que son hijos de Der Kaiser. En el pasado Himiko y el hermano mayor de ésta, Yamato, tenían un Servicio de Ladrones, pero debido a petición de este último, Ban lo asesinó; Himiko no lo sabe, pero Yamato le cuenta a la verdad de su origen, que él y su hermana pertenecen a los llamados Niños Voodoo o Los últimos Niños (depende de la traducción), a los integrantes les cae una maldición al cumplir los 28 años, por esa razón Yamato deseaba morir. Además le pidió a Ban que cuidara a Himiko aun cuando esta lo odia por lo que le hizo. La Dama Veneno posee 7 perfumes diferentes:
1.- Perfume de Regresión: Ataca la mente de sus oponentes haciéndoles una regresión evolutiva que los convierte en monos si no se echan agua inmediatamente.
2.- Perfume de Tiempo: Detiene los movimientos del oponente en un momento predeterminado por ella.
3.- Perfume de Llamas: Si el oponente lo inhala se quema de adentro hacia afuera, también lo usa para lanzar llamas desde su boca.
4.- Perfume de Marionetas: Le permite tomar control de los movimientos del oponente. Este perfume no se encuentra dentro de un frasco, sino que es el aroma de su propio cuerpo.
5.- Perfume de Rastreo: Le permite rastrear cosas o personas (incluso para que la rastreen a la misma Himiko) más rápida y fácilmente, solo por el olor.
6.- Perfume de Descomposición: Hace que las cosas se descompongan o se deterioren.
7.- Perfume de Aceleración: Con un respiro puedes acelerar tus movimientos de forma doble, con 2 respiros triplicas tu agilidad.
Además tiene otro perfume llamado Perfume de la pérdida de memoria, el cual le permite borrar la memoria de una persona de lo que ha pasado en las últimas 24 horas.
Akabane Kurodo
También conocido como Dr. Jackal, es un asesino a sueldo que hace trabajos sobre todo de transporte de objetos valiosos, como armas. Utiliza su gran velocidad y una infinidad de cuchillos que guarda en el interior de su piel y que lanza a sus adversarios.En un capítulo lucha contra Ginji lo que le hace tener un gran interés en luchar con él durante el resto de la saga y así comprobar su fuerza.
Es despiadado y cruel con sus enemigos, y nunca los deja vivir, aunque a veces se comporte de forma amable.Viste siempre de negro, con un sombrero y el pelo largo y suelto.Sus mejores ataques son la espada de sangre y la tormenta de cuchillos.

## Obra

### Manga
Creado por Yuya Aoki e ilustrado por Rando Ayamine, Get Backers se publicó desde el año 1999 por la revista Shōnen Magazine de la editora Kōdansha. Consta de 39 tankobon, siendo su último volumen publicado en el 2007. Fue licenciada en varios países asiáticos, como también europeos. Ha sido licenciada por Tokyopop para su traducción y distribución por países de habla inglesa.
| Volumen | ISBN               | Volumen | ISBN               |
| ------- | ------------------ | ------- | ------------------ |
| 01      | ISBN 4-06-312731-1 | 21      | ISBN 4-06-363250-4 |
| 02      | ISBN 4-06-312741-9 | 22      | ISBN 4-06-363270-9 |
| 03      | ISBN 4-06-312777-X | 23      | ISBN 4-06-363308-X |
| 04      | ISBN 4-06-312792-3 | 24      | ISBN 4-06-363334-9 |
| 05      | ISBN 4-06-312829-6 | 25      | ISBN 4-06-363369-1 |
| 06      | ISBN 4-06-312849-0 | 26      | ISBN 4-06-363397-7 |
| 07      | ISBN 4-06-312874-1 | 27      | ISBN 4-06-363436-1 |
| 08      | ISBN 4-06-312902-0 | 28      | ISBN 4-06-363473-6 |
| 09      | ISBN 4-06-312924-1 | 29      | ISBN 4-06-363498-1 |
| 10      | ISBN 4-06-312948-9 | 30      | ISBN 4-06-363524-4 |
| 11      | ISBN 4-06-312967-5 | 31      | ISBN 4-06-363550-3 |
| 12      | ISBN 4-06-313007-X | 32      | ISBN 4-06-363584-8 |
| 13      | ISBN 4-06-313030-4 | 33      | ISBN 4-06-363608-9 |
| 14      | ISBN 4-06-313052-5 | 34      | ISBN 4-06-363628-3 |
| 15      | ISBN 4-06-313084-3 | 35      | ISBN 4-06-363667-4 |
| 16      | ISBN 4-06-363124-9 | 36      | ISBN 4-06-363706-9 |
| 17      | ISBN 4-06-363146-X | 37      | ISBN 4-06-363743-3 |
| 18      | ISBN 4-06-363167-2 | 38      | ISBN 4-06-363787-8 |
| 19      | ISBN 4-06-363191-5 | 39      | ISBN 4-06-363814-1 |
| 20      | ISBN 4-06-363225-3 |         |                    |

### Anime
Fue dirigido por Kazuhiro Furuhashi y Keitaro Motonaga, realizado por Studio DEEN. Estrenada por la cadena TBS el 5 de octubre de 2002, está dividido en dos temporadas, con un total de 49 episodios, finalizando su transmisión el 20 de septiembre de 2003. Animax transmitió la serie en Japón y varios países de Asia por televisión satelital. esta serie de televisión para su transmisión en Latinoamérica. También, Animax, licenció la serie para Latinoamérica, estrenándose en el año 2005.

### CD Drama
Dos CD drama ( "TARGET G" y "TARGET B") han sido publicados para los arcos que no se encuentran en la serie de televisión, es decir, Kami no Kijitsu, Marlin Red y Kiryuudo arcs. Los dramas son realizadas por los mismos actores de voz de la serie de TV.
TARGET B: Ban Mido (Evil Eyes), TARGETG: Ginji Amano (Born Again).

## Episodios
El anime sigue al manga solo hasta el episodio 25. A partir de la segunda temporada del anime (episodio 26 a posteriores), solo hay dos arcos argumentales.

## Banda sonora
Openings
- "Yuragu Koto Nai Ai" (揺らぐことない愛?)

Interpretado por: Naomi Tamura
Episodios: 1-25
- "Barairo no Sekai" (薔薇色の世界?)

Interpretado por: PIERROT
Episodios: 26-49
Endings
- "Ichibyo No Refrain" (一秒のリフレイン Ichibyō no Rifurein?)

Interpretado por: Otoha
Episodios: 1-13
- "Namida no Hurricane" (涙のハリケーン Namida no Harikēn?)

Interpretado por: Bon-Bon Blanco
Episodios: 14-25
- "Mr. Déjà vu"

Interpretado por: Naja
Episodios: 26-37
- "Changin'"

Interpretado por: Nona Reeves
Episodios: 38-48
- "Yuragu Koto Nai Ai" (揺らぐことない愛?)

Interpretado por: Naomi Tamura
Episodio 49